# Reino Unido en los Juegos Olímpicos de Sochi 2014
El Reino Unido estuvo representado en los Juegos Olímpicos de Sochi 2014 por un total de 56 deportistas que compitieron en 10 deportes. Responsable del equipo olímpico fue la Asociación Olímpica Británica, así como las federaciones deportivas nacionales de cada deporte con participación.
El portador de la bandera en la ceremonia de apertura fue el patinador de velocidad en pista corta Jon Eley.

## Medallistas
El equipo olímpico británico obtuvo las siguientes medallas:
| Nombre                                                                    | Deporte   | Competición  |
| ------------------------------------------------------------------------- | --------- | ------------ |
| Oro                                                                       |           |              |
| Elizabeth Yarnold                                                         | Skeleton  | Individual F |
| Plata                                                                     |           |              |
| David Murdoch Greg Drummond Scott Andrews Michael Goodfellow Tom Brewster | Curling   | Equipo M     |
| Bronce                                                                    |           |              |
| John James Jackson Stuart Benson Bruce Tasker Joel Fearon                 | Bobsleigh | Cuádruple M  |
| Eve Muirhead Anna Sloan Vicki Adams Claire Hamilton Lauren Gray           | Curling   | Equipo F     |
| Jenny Jones                                                               | Snowboard | Slopestyle F |